# Necroscia annulipes
Necroscia annulipes (PSG: 290) is een insect uit de orde van de Phasmida (wandelende takken).
De soort, die afkomstig is uit Maleisië, plant zich geslachtelijk voort. De eitjes komen na vier tot vijf maanden uit. Na ongeveer 6 maanden zijn de dieren volwassen.
Ze eten vooral liguster.
Zowel de mannetjes als de vrouwtjes hebben grote, felroze vleugels waarmee ze goed en snel kunnen vliegen. Wanneer ze zich bedreigd voelen kunnen ze ook een stof afscheiden. Deze is ongevaarlijk maar heeft een vreemde geur.

## Galerij

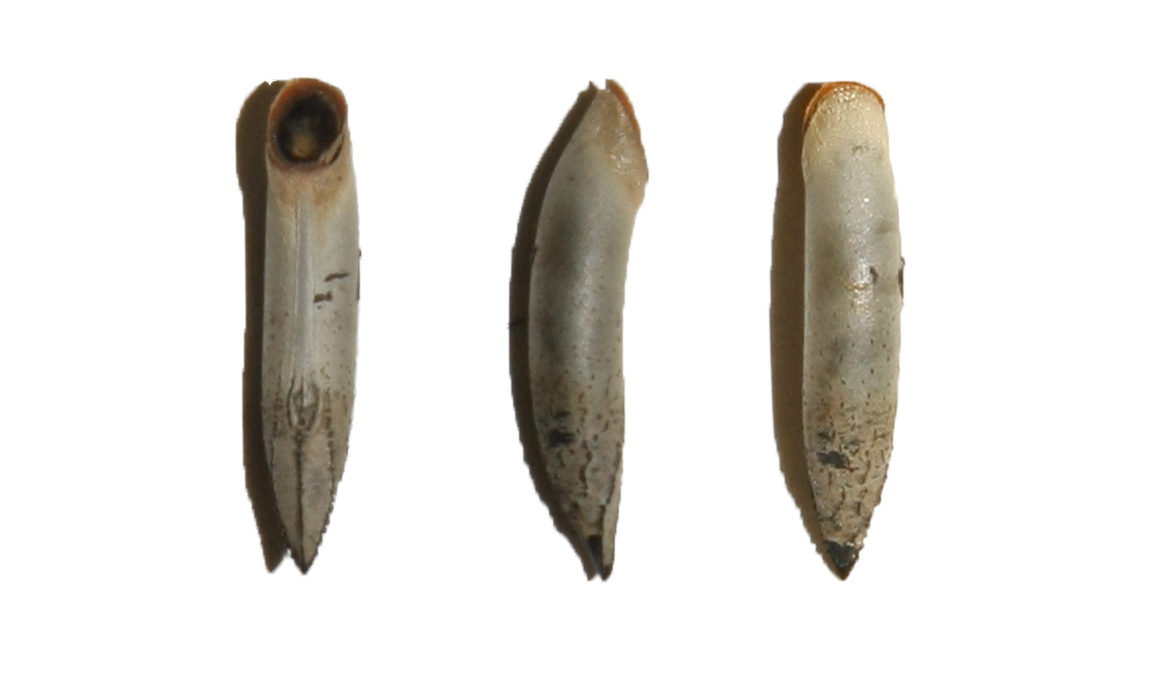
Eitjes
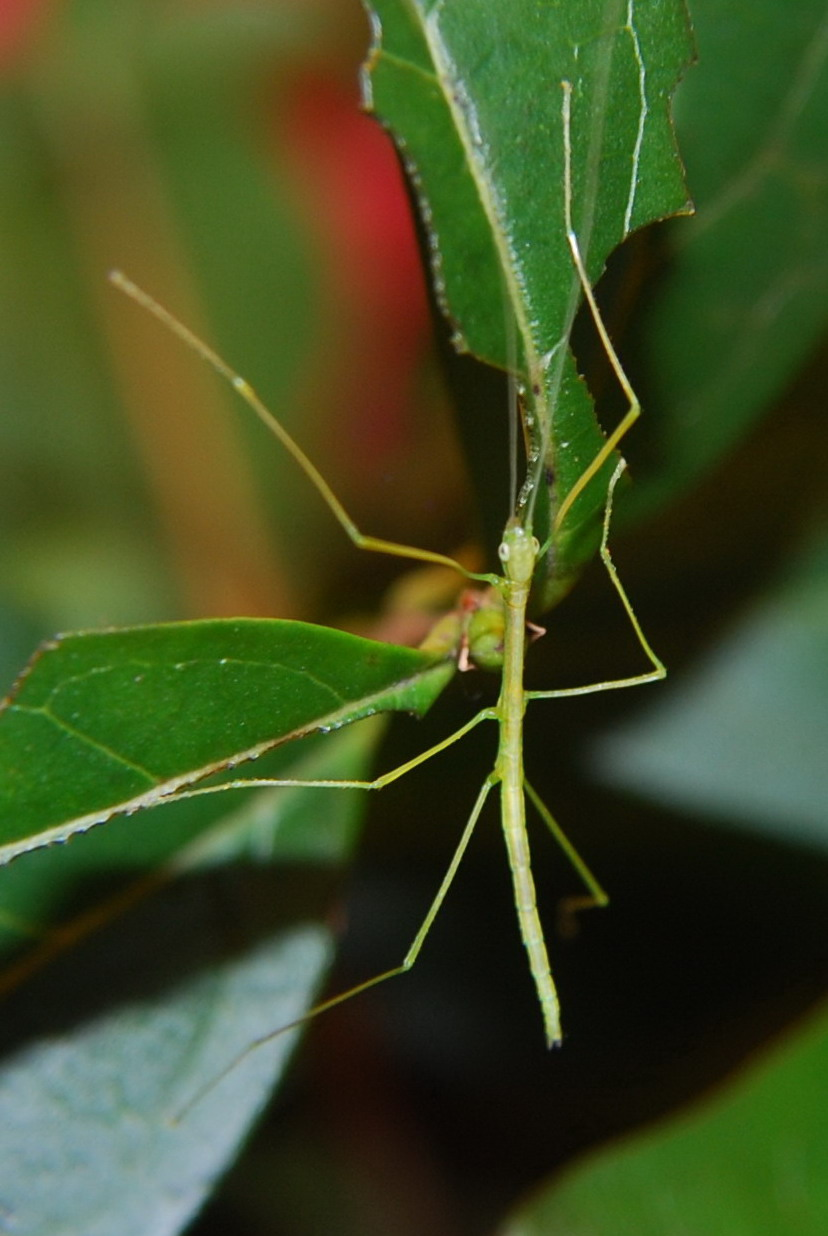
Nimf
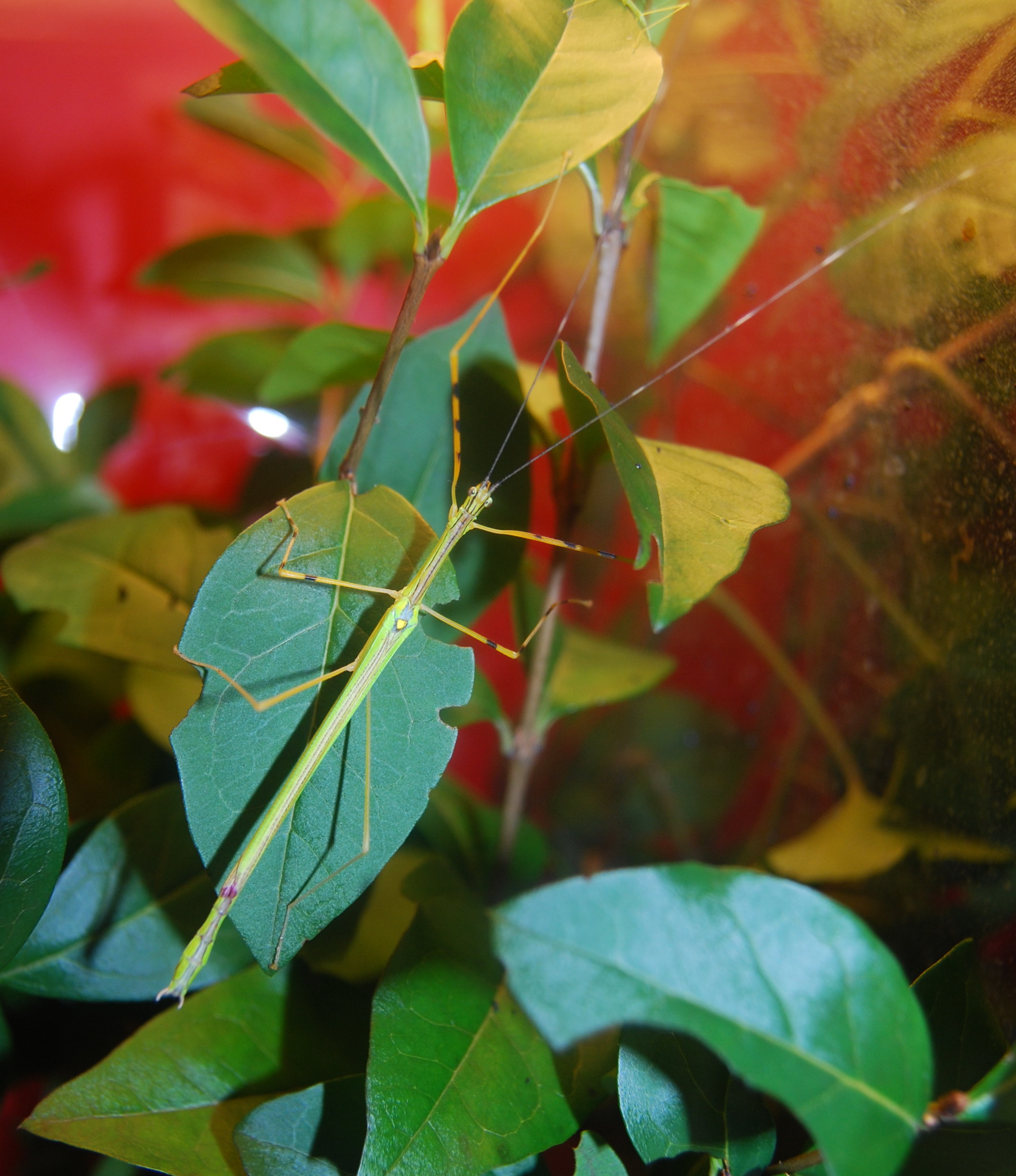
Mannetje
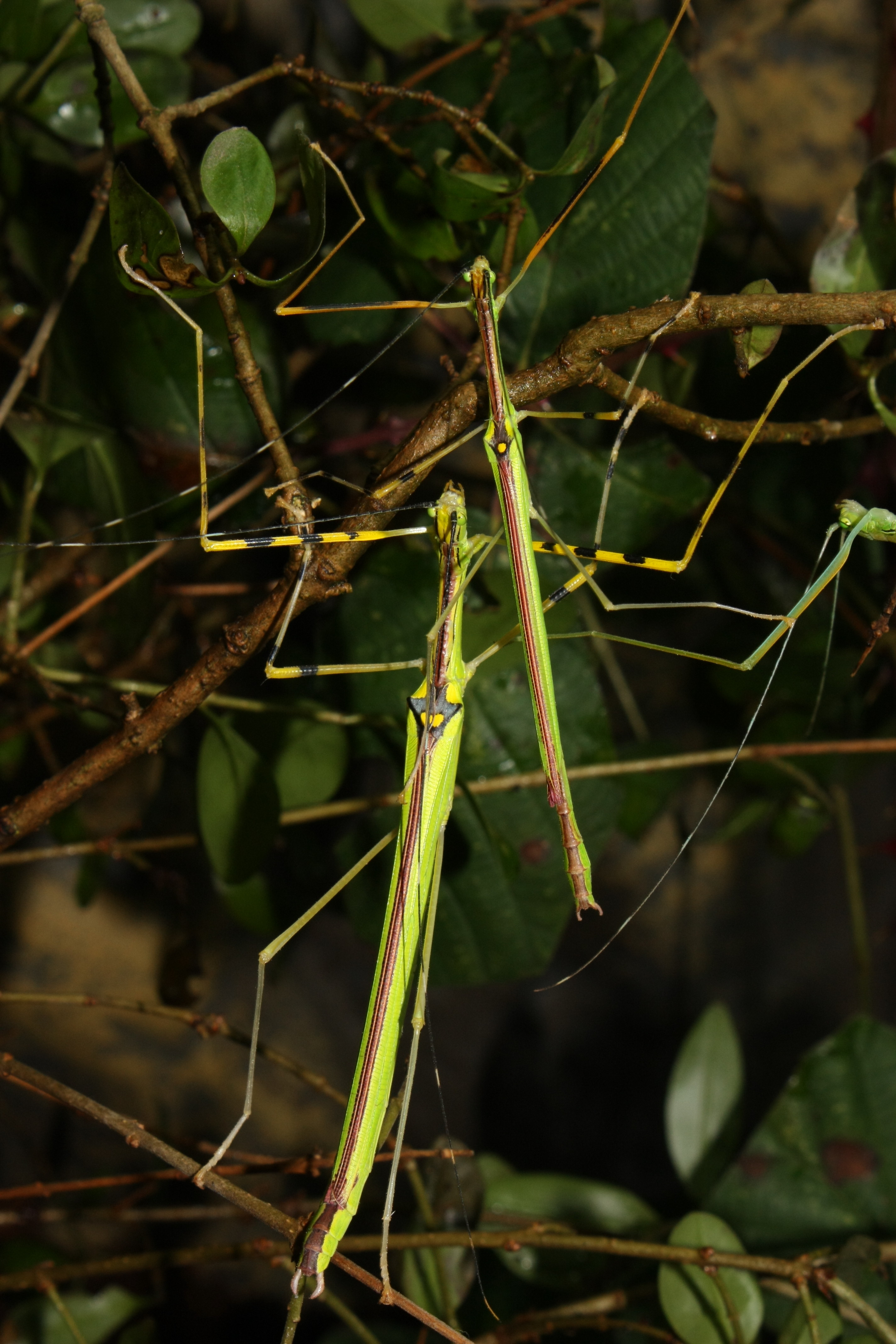
Koppel